# Os Primeiros Homens na Lua
First Men in the Moon (bra: Os Primeiros Homens na Lua, ou De H. G. Wells Os Primeiros Homens na Lua; prt: Os Primeiros Homens na Lua) é um filme britânico de 1964, dos gêneros ficção científica e aventura, dirigido por Nathan Juran, com roteiro de Nigel Kneale e Jan Read baseado no romance de H. G. Wells The First Men in the Moon.
O renomado Ray Harryhausen, especialista em animação quadro a quadro, foi o responsável pelos efeitos especiais..

## Sinopse
O filme se inicia com a chegada de uma tripulação internacional, composta de norte-americanos, ingleses e russos, à Lua. Durante a exploração, surpresos, encontram uma bandeira britânica e uma declaração de 1899 dirigida à rainha Vitória, provando que antes deles o satélite terrestre já havia sido visitado por humanos. Os cientistas na Terra rapidamente procuram quem esteve lá antes, encontrando o idoso Bedford em um asilo e que lhes conta a fantástica aventura da jornada que fizera parte, ao lado do brilhante inventor Cavor e da noiva, a norte-americana Kate Callender. Sabe-se então que em 1899 Cavor fundira o maravilhoso metal que chamou de "cavorite", capaz de anular a gravidade. Revestindo uma esfera semelhante a um batiscafo (a roupa dos astronautas se parece com um escafandro) com uma pasta do metal derretido, o trio conseguiu alçar aos céus e chegar à Lua. O lugar é habitado e os astronautas correrão perigo ao encontrarem os sinistros '"selenitas" (batizados assim em referência a deusa Selene), seres de uma sociedade subterrânea semelhante a um formigueiro. 

## Elenco
| Nome              | Personagem                 |
| ----------------- | -------------------------- |
| Edward Judd       | Arnold Bedford             |
| Martha Hyer       | Katherine 'Kate' Callender |
| Lionel Jeffries   | Joseph Cavor               |
| Miles Malleson    | Escrivão da igreja         |
| Gladys Henson     | Enfermeira                 |
| Norman Bird       | Stuart                     |
| Hugh McDermott    | Richard Challis            |
| Betty McDowall    | Margaret Hoy               |
| Paul Carpenter    | Repórter do 'Express'      |
| Erik Chitty       | Gibbs                      |
| Peter Finch       | Oficial de Justiça         |
| Laurence Herder   | Glushkov                   |
| Sean Kelly        | Coronel Rice               |
| Marne Maitland    | Dr. Tok                    |
| Gordon Robinson   | Sargento Andrew Martin     |
| John Murray Scott | Cosmonauta Nevsky          |
| Huw Thomas        | Apresentador               |